# Cynodon (peces)
Cynodon es un género de diente de Cynodontidae de América del Sur. Actualmente hay tres especies descritas en este género.

## Especies
- Cynodon gibbus (Agassiz, 1829)
- Cynodon meionactis Géry, Le Bail & Keith, 1999
- Cynodon septenarius Toledo-Piza, 2000